# Francisca Jorge
Francisca Jorge (Guimarães, 21 aprile 2000) è una tennista portoghese.

## Carriera
Ha una sorella minore, Matilde Jorge, anche lei tennista.
Francisca Jorge ha vinto 7 titoli in singolare e 32 titoli in doppio nel circuito ITF in carriera. Il 15 luglio 2024 ha raggiunto il best ranking in singolare alla 176ª posizione mondiale, mentre il 21 ottobre 2024 ha raggiunto in doppio la 99ª posizione mondiale.
Dal 2017, fa parte della squadra portoghese di Fed Cup. Ha un bilancio complessivo di 19 vittorie e 16 sconfitte.
Nei tornei del Grande Slam, non è mai andata oltre al primo turno delle qualificazioni in tutti, disputati per la prima volta nel 2024.
Il 20 aprile 2024, ha vinto il suo primo WTA 125 della carriera in doppio nel torneo casalingo Oeiras Ladies Open insieme alla sorella Matilde, sconfiggendo in finale la britannica Harriet Dart e la francese Kristina Mladenovic con il punteggio di 6-0, 6-4.
Il 20 aprile 2025, Francisca e Matilde hanno bissato il successo all'Oeiras Ladies Open, sconfiggendo questa volta in finale la ceca Anastasia Dețiuc e la romena Patricia Maria Țig con il punteggio di 6-1, 6-2.

## Circuito WTA 125

### Doppio

#### Vittorie (2)
| N. | Data           | Torneo                     | Superficie  | Compagna      | Avversarie in finale                | Punteggio |
| 1. | 20 aprile 2024 | Oeiras Ladies Open, Oeiras | Terra rossa | Matilde Jorge | Harriet Dart Kristina Mladenovic    | 6-0, 6-4  |
| 2. | 20 aprile 2025 | Oeiras Ladies Open, Oeiras | Terra rossa | Matilde Jorge | Anastasia Dețiuc Patricia Maria Țig | 6-1, 6-2  |

## Statistiche ITF

### Singolare

#### Vittorie (7)
| Torneo $100.000 (0) |
| Torneo $80.000 (0)  |
| Torneo $60.000 (1)  |
| Torneo $40.000 (1)  |
| Torneo $25.000 (2)  |
| Torneo $15.000 (3)  |

| N. | Data             | Torneo                                    | Superficie  | Avversaria in finale | Punteggio        |
| 1. | 28 ottobre 2018  | Lousada Indoor Open, Lousada              | Cemento (i) | Aubane Droguet       | 6-3, 3-6, 7-6(4) |
| 2. | 4 novembre 2018  | Lousada Indoor Open, Lousada              | Cemento (i) | Alba Carrillo Marín  | 7-6(3), 6-0      |
| 3. | 27 ottobre 2019  | Lousada Indoor Open, Lousada              | Cemento (i) | Carole Monnet        | 4-6, 7-6(6), 6-4 |
| 4. | 26 giugno 2022   | Cantanhede Ladies Open, Cantanhede        | Sintetico   | Vitalija D'jačenko   | 7-5, 7-5         |
| 5. | 10 dicembre 2023 | São Paulo Tennis Classic, Mogi das Cruzes | Terra rossa | Justina Mikulskytė   | 6-1, 6-1         |
| 6. | 16 giugno 2024   | Guimarães Ladies Open, Guimarães          | Cemento     | Liv Hovde            | 6-3, 6-4         |
| 7. | 15 giugno 2025   | Guimarães Ladies Open, Guimarães          | Cemento     | Matilde Jorge        | 5-7, 6-2, 6-2    |

#### Sconfitte (7)
| Torneo $100.000 (0) |
| Torneo $80.000 (0)  |
| Torneo $60.000 (2)  |
| Torneo $40.000 (1)  |
| Torneo $25.000 (2)  |
| Torneo $15.000 (2)  |

| N. | Data             | Torneo                                         | Superficie      | Avversaria in finale      | Punteggio     |
| 1. | 2 giugno 2019    | Montemor Ladies Open, Montemor-o-Novo          | Cemento         | Alba Carrillo Marín       | 0-6, 6-4, 3-6 |
| 2. | 4 ottobre 2020   | Porto Open, Porto                              | Cemento         | Georgina García Pérez     | 6-1, 4-6, 3-6 |
| 3. | 18 ottobre 2020  | Madeira Ladies Open, Funchal                   | Cemento         | Beatriz Haddad Maia       | 3-6, 3-6      |
| 4. | 30 aprile 2023   | Oeiras Ceto Open, Oeiras                       | Terra rossa     | Nigina Abduraimova        | 6-1, 4-6, 3-6 |
| 5. | 20 agosto 2023   | Internacional Femenino Ciudad Durense, Ourense | Cemento         | Lesley Pattinama Kerkhove | 6(1)-7, 4-6   |
| 6. | 16 dicembre 2023 | Vacaria Open, Vacaria                          | Terra rossa (i) | Séléna Janicijevic        | 6-3, 3-6, 2-6 |
| 7. | 8 giugno 2025    | Montemor Ladies Open, Montemor-o-Novo          | Cemento         | Matilde Jorge             | 1-6, 3-6      |